# Улица Клары Цеткин (Москва)
У́лица Кла́ры Це́ткин — улица в Северном административном округе города Москвы на территории Войковского района и района Коптево. Пролегает от Большой Академической улицы до железнодорожной линии Окружной железной дороги РЖД (Коптевский путепровод), после которой переходит в Нарвскую улицу. Нумерация домов начинается от Большой Академической.

## Происхождение названия
В 1950—1968 годах называлась Большая Вокзальная улица. 4 июня 1968 года была переименована в честь германской коммунистки Клары Цеткин (1857—1933).

## Здания и сооружения
По нечётной стороне:

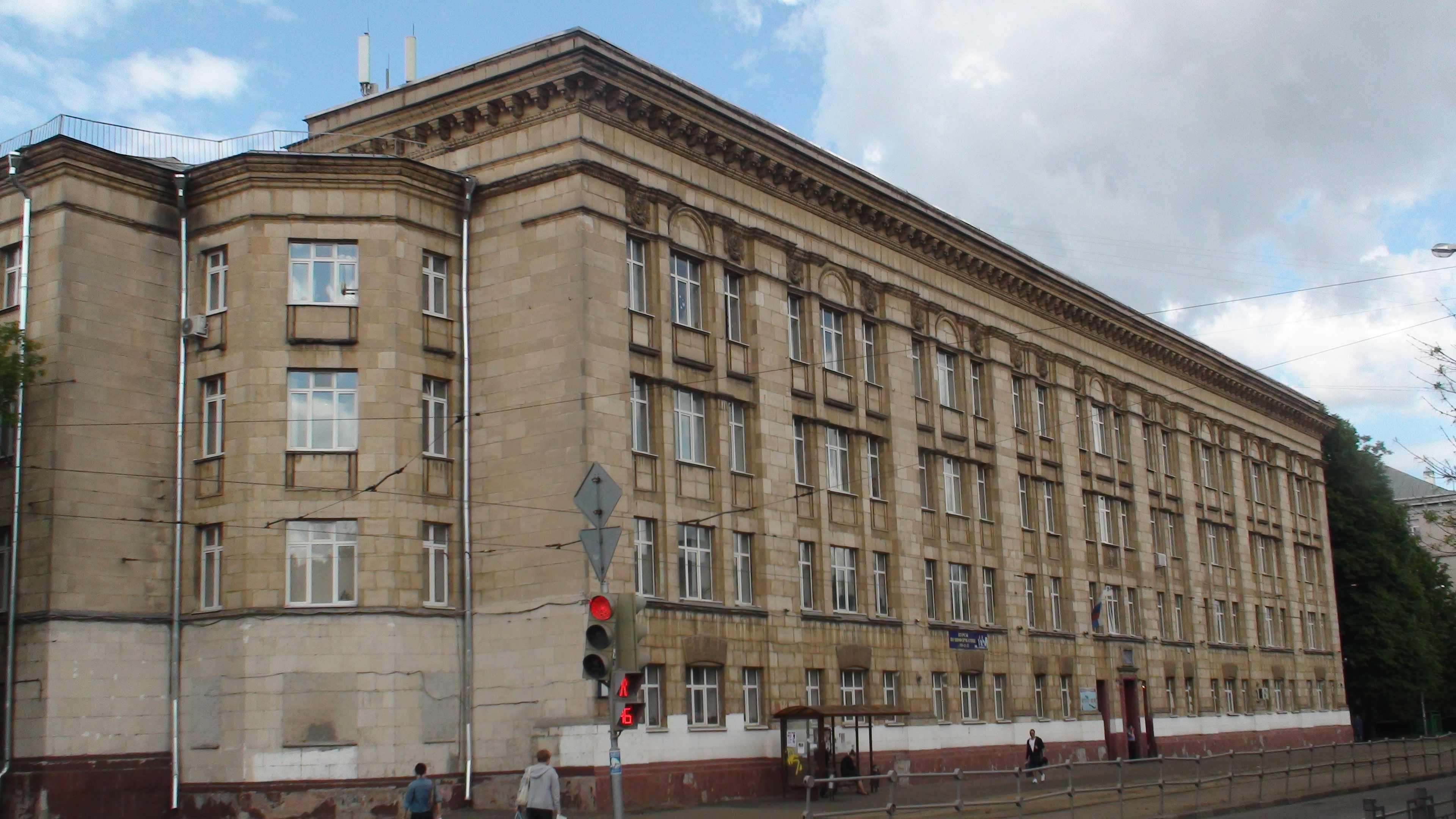
Улица Клары Цеткин

- № 7А — офисное здание «Apartament.ru» и «Конструктор НТЦ».

По чётной стороне:
- № 2/3 — офисное здание «Северсталь», Московское представительство.
- № 28 (во времена СССР — № 38/2) — Московский комбинат игрушек.

## Транспорт

### Наземный транспорт
- Остановка «Улица Клары Цеткин» (расположена на Старопетровском проезде):

Автобус: № 90, 114, 621.
- Трамвайные остановки «Кинотеатр „Рассвет“», «Новопетровская ул.»:

Трамвай: № 23, 27, 30.

В районе остановки «Районный Центр Рассвет» улицу пересекает ул. Зои и Александра Космодемьянских, по которой следуют автобусные маршруты № 114, 204, 282, 591, 780.

### Ближайшая станция метро
- Станция метро «Войковская»

### Железнодорожный транспорт
- Станция МЦК «Балтийская»
- Железнодорожная платформа «Красный Балтиец» Рижского направления МЖД

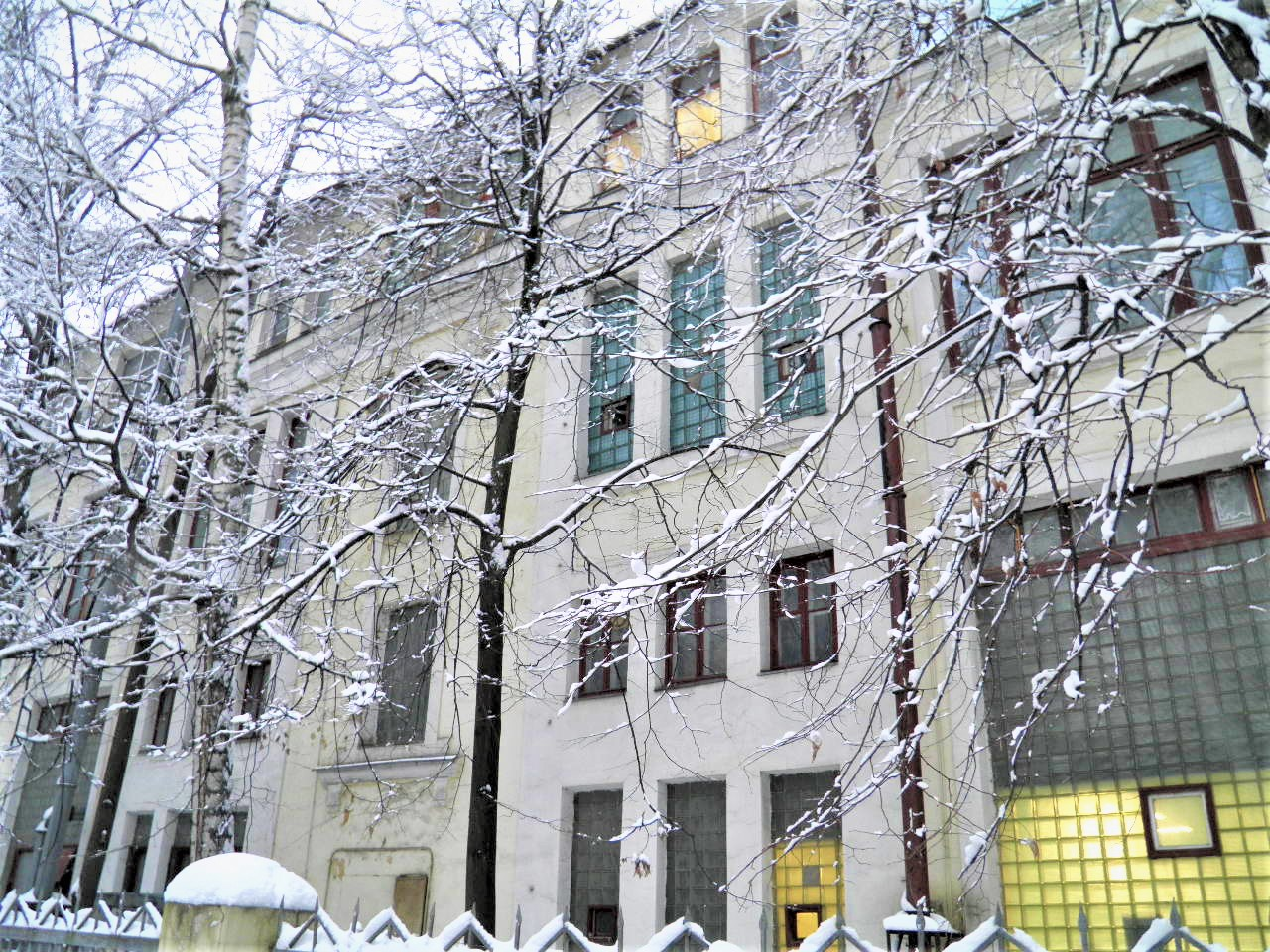
Улица Клары Цеткин

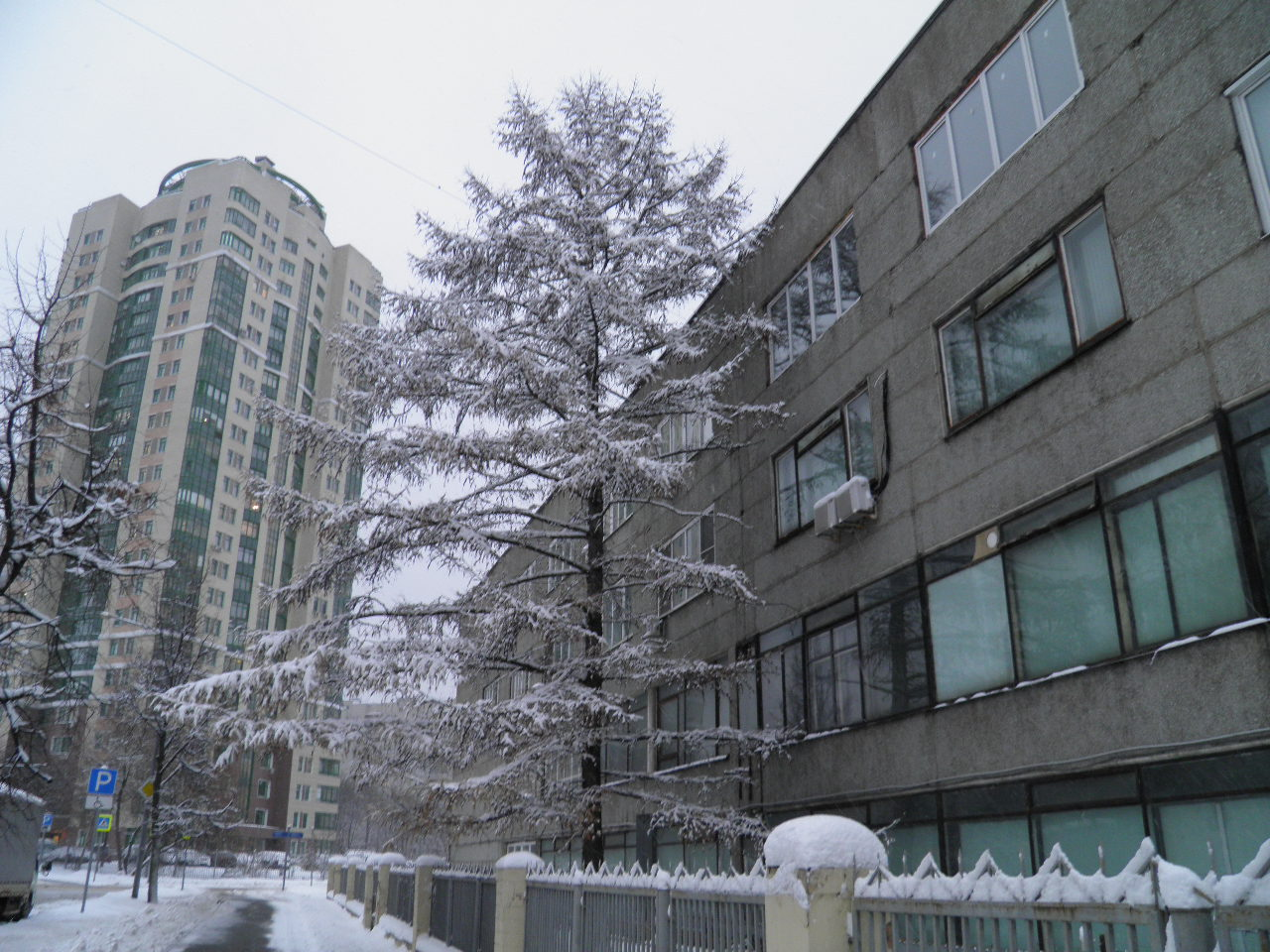
Улица Клары Цеткин

## Северо-Западная хорда
Северо-Западная хорда — автомобильная дорога в Москве. Строится вместо Четвёртого транспортного кольца, от которого было решено отказаться в силу его крайней дороговизны.
Северо-Западная хорда насчитывает в себе 5 участков, которые проектируются и строятся отдельно друг от друга.
В рамках строительства первого участка (развязка на Соколе как часть проекта «Большая Ленинградка») под Балтийской улицей построен Алабяно-Балтийский тоннель — он соединяет улицы Алабяна, Балтийскую и Большую Академическую (улица Клары Цеткин будет выходить к началу рампы тоннеля).

### Алабяно-Балтийский тоннель
В рамках проекта «Большая Ленинградка» на улице построен выход Алабяно-Балтийского тоннеля — составной части Развязки на Соколе и Северо-Западной хорды. Тоннель проходит под Замоскворецкой линией метро, Волоколамским и Ленинградским тоннелями, коллектором речки Таракановки и путями Рижского направления МЖД.